# Pokémon: Diancie i Kokon Zniszczenia
Pokémon: Diancie i Kokon Zniszczenia (jap. ポケモン・ザ・ムービーXY 「破壊の繭とディアンシー」 Gekijōban Poketto Monsutā Ekkusu Wai Hakai no Mayu to Dianshī) – siedemnasty film o Pokémonach na podstawie anime Pokémon, którego premiera w Japonii odbyła się 19 lipca 2014. W Polsce premiera filmu odbyła się 3 października 2015 na antenie Disney XD.                                                                      

## Fabuła
W podziemiach Diamentowego Królestwa, gdzie żyje wiele Carbinków, mityczny Pokémon Diancie jest ich księżniczką. Serce diamentu, które utrzymuje całe królestwo, zaczyna się rozpadać, a Diancie nie jest jeszcze wystarczająco silna, aby utworzyć nowe. Podczas szukania pomocy u legendarnego Pokémon Xerneas, Diancie spotyka grupę złodziei, którzy chcą przejąć kontrolę nad jej energią produkcji diamentów, jednak przez ten konflikt Legendarny Pokémona Yveltal budzi się z kokonu, co prowadzi do kryzysu i kastastrofy, która może się znowu powtórzyć! Czy Ash i jego przyjaciele pomogą Diancie odkryć jej prawdziwą moc, zatrzymać gniew Yveltal i ocalić Diamentowe Królestwo?

## Dubbing
| Postać        | Japoński dubbing   |
| ------------- | ------------------ |
| Ash           | Rica Matsumoto     |
| Pikachu       | Ikue Ōtani         |
| Serena        | Mayuki Makiguchi   |
| Clemont       | Yūki Kaji          |
| Bonnie        | Mariya Ise         |
| Jessie        | Megumi Hayashibara |
| James         | Shin-ichiro Miki   |
| Meowth        | Inuko Inuyama      |
| Narrator      | Unshō Ishizuka     |
| Diancie       | Marika Matsumoto   |
| Argus Steel   | Reiji Nagakawa     |
| Millis Steel  | Shōko Nakagawa     |
| Marilyn Flame | Rika Adachi        |
| Ninja Riot    | Kōichi Yamadera    |

### Wersja polska
Wersja polska: SDI Media Polska

Reżyseria i dźwięk: Adam Łonicki

Dialogi i teksty piosenek: Anna Wysocka

Tekst piosenki tytułowej: Lubomir Jędrasik (w tyłówce błędnie podpisana Anna Wysocka)

Montaż: SDI Media Polska

Kierownictwo produkcji: Anita Ucińska i Paweł Przedlacki

Udział wzięli:
- Ikue Ōtani  – Pikachu
- Hanna Kinder-Kiss – Ash Ketchum
- Natalia Jankiewicz – Bonnie
- Maciej Falana − Clemont
- Izabela Dąbrowska – Jessie
- Mirosław Wieprzewski – Meowth
- Dominika Sell − Serena
- Przemysław Stippa – Merrick
- Jarosław Budnik – James
- Mikołaj Klimek – Narrator
- Stefan Knothe – Dace
- Klementyna Umer – Xerneas
- Jacek Król – Argus Steel
- Aleksandra Grzelak – Merilyn Flame
- Joanna Pach – Millis Steel
- Jakub Szydłowski – Ninja Riot
- Agata Paszkowska – Diancie

i inni
Wykonanie piosenek:
- „Pokémon Theme” – Krzysztof Kubiś i Juliusz Kamil Kuźnik
- „Open My Eyes” – Magda Steczkowska i Katarzyna Owczarz